# Station Bad Soden (Taunus)
Station Bad Soden (Taunus) is een spoorwegstation in de Duitse plaats Bad Soden am Taunus. Het station werd in 1847 geopend.